# Плавання на Чемпіонаті світу з водних видів спорту 1975
Змагання зі плавання на Чемпіонаті світу з водних видів спорту 1975 відбулися в Калі (Колумбія).

## Таблиця медалей
| Місце               | Країна                | Золото | Срібло | Бронза | Загалом |
| ------------------- | --------------------- | ------ | ------ | ------ | ------- |
| 1                   | США (USA)             | 11     | 11     | 9      | 31      |
| 2                   | НДР (GDR)             | 11     | 7      | 5      | 23      |
| 3                   | Угорщина (HUN)        | 3      | 0      | 0      | 3       |
| 4                   | Велика Британія (GBR) | 2      | 1      | 5      | 8       |
| 5                   | ФРН (FRG)             | 1      | 2      | 1      | 4       |
| 6                   | Австралія (AUS)       | 1      | 2      | 0      | 3       |
| 7                   | СРСР (URS)            | 0      | 2      | 3      | 5       |
| 7                   | Нідерланди (NED)      | 0      | 2      | 3      | 5       |
| 9                   | Канада (CAN)          | 0      | 1      | 2      | 3       |
| 10                  | Японія (JPN)          | 0      | 1      | 0      | 1       |
| 11                  | Італія (ITA)          | 0      | 0      | 1      | 1       |
| Загалом (11 збірна) | Загалом (11 збірна)   | 29     | 29     | 29     | 87      |

## Медальний залік

### Чоловіки
| Дисципліна                      | Золото                                                         | Золото      | Срібло                                                                  | Срібло   | Бронза                                                                | Бронза   |
| ------------------------------- | -------------------------------------------------------------- | ----------- | ----------------------------------------------------------------------- | -------- | --------------------------------------------------------------------- | -------- |
| 100 м вільним стилем            | Енді Коан США                                                  | 51.25 CR    | Володимир Буре СРСР                                                     | 51.32    | Джим Монтґомері США                                                   | 51.44    |
| 200 м вільним стилем            | Тім Шоу США                                                    | 1:51.04 CR  | Брюс Фернісс США                                                        | 1:51.72  | Браян Брінклі Велика Британія                                         | 1:53.56  |
| 400 м вільним стилем            | Тім Шоу США                                                    | 3:54.88 CR  | Брюс Фернісс США                                                        | 3:57.71  | Франк Пфютце НДР                                                      | 4:01.10  |
| 1500 м вільним стилем           | Тім Шоу США                                                    | 15:28.92 CR | Браян Ґуделл США                                                        | 15:39.00 | Девід Паркер Велика Британія                                          | 15:58.21 |
| 100 м на спині                  | Роланд Маттес НДР                                              | 58.15       | Джон Мерфі США                                                          | 58.34    | Мел Неш США                                                           | 58.38    |
| 200 м на спині                  | Золтан Веррасто Угорщина                                       | 2:05.05     | Марк Тонеллі Австралія                                                  | 2:05.78  | Пол Гоув США                                                          | 2:06.49  |
| 100 м брасом                    | Девід Вілкі Велика Британія                                    | 1:04.26     | Нобутака Таґуті Японія                                                  | 1:05.04  | Девід Лей Велика Британія                                             | 1:05.32  |
| 200 м брасом                    | Девід Вілкі Велика Британія                                    | 2:18.23 CR  | Рік Колелла США                                                         | 2:21.60  | Микола Панкін СРСР                                                    | 2:21.75  |
| 100м батерфляєм                 | Ґреґорі Джаґенберґ США                                         | 55.63 CR    | Роґер Піттель НДР                                                       | 56.04    | Білл Форрестер США                                                    | 56.07    |
| 200 м батерфляєм                | Білл Форрестер США                                             | 2:01.95 CR  | Роґер Піттель НДР                                                       | 2:02.22  | Браян Брінклі Велика Британія                                         | 2:02.47  |
| 200 м комплексом                | Андраш Харгітай Угорщина                                       | 2:07.72 CR  | Стів Фернісс США                                                        | 2:07.75  | Андрій Смірнов СРСР                                                   | 2:08.52  |
| 400 м комплексом                | Андраш Харгітай Угорщина                                       | 4:32.57     | Андрій Смірнов СРСР                                                     | 4:35.64  | Ганс-Йоахім Ґайслер ФРН                                               | 4:36.40  |
| Естафета 4×100 м вільним стилем | США Брюс Фернісс Джеймс Монтґомері Енді Коан Джон Мерфі        | 3:24.85 WR  | ФРН Клаус Штайнбах Дірк Браунледер Керстен Маєр Петер Ноке              | 3:29.55  | Італія Роберто Пангаро Паоло Бареллі Клаудіо Цей Марчелло Гуардуччі   | 3:31.85  |
| Естафета 4×200 м вільним стилем | ФРН Клаус Штайнбах Вернер Лампе Ганс Йоахім Ґайслер Петер Ноке | 7:39.44     | Велика Британія Алан Макклетчі Ґері Джеймсон Гордон Дауні Браян Брінклі | 7:42.55  | СРСР Олександр Самсонов Анатолій Рибаков Віктор Абоїмов Андрій Крилов | 7:43.58  |
| Естафета 4×100 м комплексом     | США Джон Мерфі Рік Колелла Ґреґорі Джаґенберґ Енді Коан        | 3:49.00 CR  | ФРН Клаус Штайнбах Вальтер Куш Міхаель Краус Петер Ноке                 | 3:51.85  | Велика Британія Джеймс Картер Девід Вілкі Браян Брінклі Гордон Дауні  | 3:52.80  |

Легенда: WR – Світовий рекорд; CR – Рекорд чемпіонатів світу

### Жінки
| Дисципліна                      | Золото                                                           | Золото     | Срібло                                                  | Срібло  | Бронза                                                      | Бронза  |
| ------------------------------- | ---------------------------------------------------------------- | ---------- | ------------------------------------------------------- | ------- | ----------------------------------------------------------- | ------- |
| 100 м вільним стилем            | Корнелія Ендер НДР                                               | 56.50 CR   | Ширлі Бабашофф США                                      | 57.81   | Еніт Бріґіта Нідерланди                                     | 58.20   |
| 200 м вільним стилем            | Ширлі Бабашофф США                                               | 2:02.50 CR | Корнелія Ендер НДР                                      | 2:02.69 | Еніт Бріґіта Нідерланди                                     | 2:03.92 |
| 400 м вільним стилем            | Ширлі Бабашофф США                                               | 4:16.87 CR | Дженні Туррелл Австралія                                | 4:17.88 | Кеті Гедді США                                              | 4:18.03 |
| 800 м вільним стилем            | Дженні Туррелл Австралія                                         | 8:44.75 CR | Гетер Ґрінвуд США                                       | 8:48.88 | Ширлі Бабашофф США                                          | 8:53.22 |
| 100 м на спині                  | Ульріке Ріхтер НДР                                               | 1:03.30 CR | Бірґіт Трайбер НДР                                      | 1:04.34 | Ненсі Ґарапік Канада                                        | 1:04.73 |
| 200 м на спині                  | Бірґіт Трайбер НДР                                               | 2:15.46 WR | Ненсі Ґарапік Канада                                    | 2:16.09 | Ульріке Ріхтер НДР                                          | 2:18.76 |
| 100 м брасом                    | Ганнелоре Анке НДР                                               | 1:12.72 CR | Вейда Мазереув Нідерланди                               | 1:14.29 | Марсія Морі США                                             | 1:15.00 |
| 200 м брасом                    | Ганнелоре Анке НДР                                               | 2:37.25 CR | Вейда Мазереув Нідерланди                               | 2:37.50 | Карла Лінке НДР                                             | 2:38.28 |
| 100 м батерфляєм                | Корнелія Ендер НДР                                               | 1:01.24 WR | Роземаріе Котер НДР                                     | 1:01.80 | Камілл Райт США                                             | 1:02.79 |
| 200 м батерфляєм                | Роземаріе Котер НДР                                              | 2:13.82    | Валері Лі США                                           | 2:14.89 | Ґабріеле Вуше НДР                                           | 2:15.96 |
| 200 м комплексом                | Кеті Гедді США                                                   | 2:19.80 CR | Ульріке Таубер НДР                                      | 2:20.40 | Анґела Франке НДР                                           | 2:20.81 |
| 400 м комплексом                | Ульріке Таубер НДР                                               | 4:52.76 CR | Карла Лінке НДР                                         | 4:57.83 | Кеті Гедді США                                              | 5:00.46 |
| Естафета 4×100 м вільним стилем | НДР Корнелія Ендер Барбара Краузе Клаудія Гемпель Уше Брюкнер    | 3:49.37 WR | США Кеті Гедді Керен Рісер Келлі Пауелл Ширлі Бабашофф  | 3:50.74 | Канада Ґейл Амандруд Джилл Квірк Бекі Сміт Анн Жарден       | 3:53.37 |
| Естафета 4×100 м комплексом     | НДР Ульріке Ріхтер Ганнелоре Анке Роземаріе Котер Корнелія Ендер | 4:14.74 CR | США Лінда Джезек Марсія Морі Камілл Райт Ширлі Бабашофф | 4:20.47 | Нідерланди Паула Ейк Ванда Мазереув Йосе Дамен Еніт Бріґіта | 4:21.45 |

Легенда: WR – Світовий рекорд; CR – Рекорд чемпіонатів світу